# 亞利加尼 (紐約州村)
亞利加尼（英語：Allegany）是位於美國紐約州卡特羅格斯縣的村。

## 人口
根據2020年美國人口普查的數據，亞利加尼的面積為2.03平方千米，當中陸地面積為2.01平方千米，而水域面積為0.02平方千米。當地共有人口1544人，而人口密度為每平方千米761人。